# Duarte (Provinz)
Duarte ist eine Provinz im Nordosten der Dominikanischen Republik. Die Provinz wurde 1907 gegründet und hatte anfangs den Namen Pacificador. 1927 wurde sie nach Juan Pablo Duarte, dem Gründer und Freiheitskämpfer der Dominikanischen Republik, umbenannt.

## Geografie
Die umliegenden Provinzen sind María Trinidad Sánchez, Espaillat, Samaná im Norden, Monte Plata, Sánchez Ramírez im Süden, und Hermanas Mirabal und La Vega im Westen.

## Wichtige Städte und Ortschaften
- San Francisco de Macorís, Provinzhauptstadt
- Arenoso
- Castillo
- Las Guáranas
- Pimentel
- Villa Riva